# Útlak

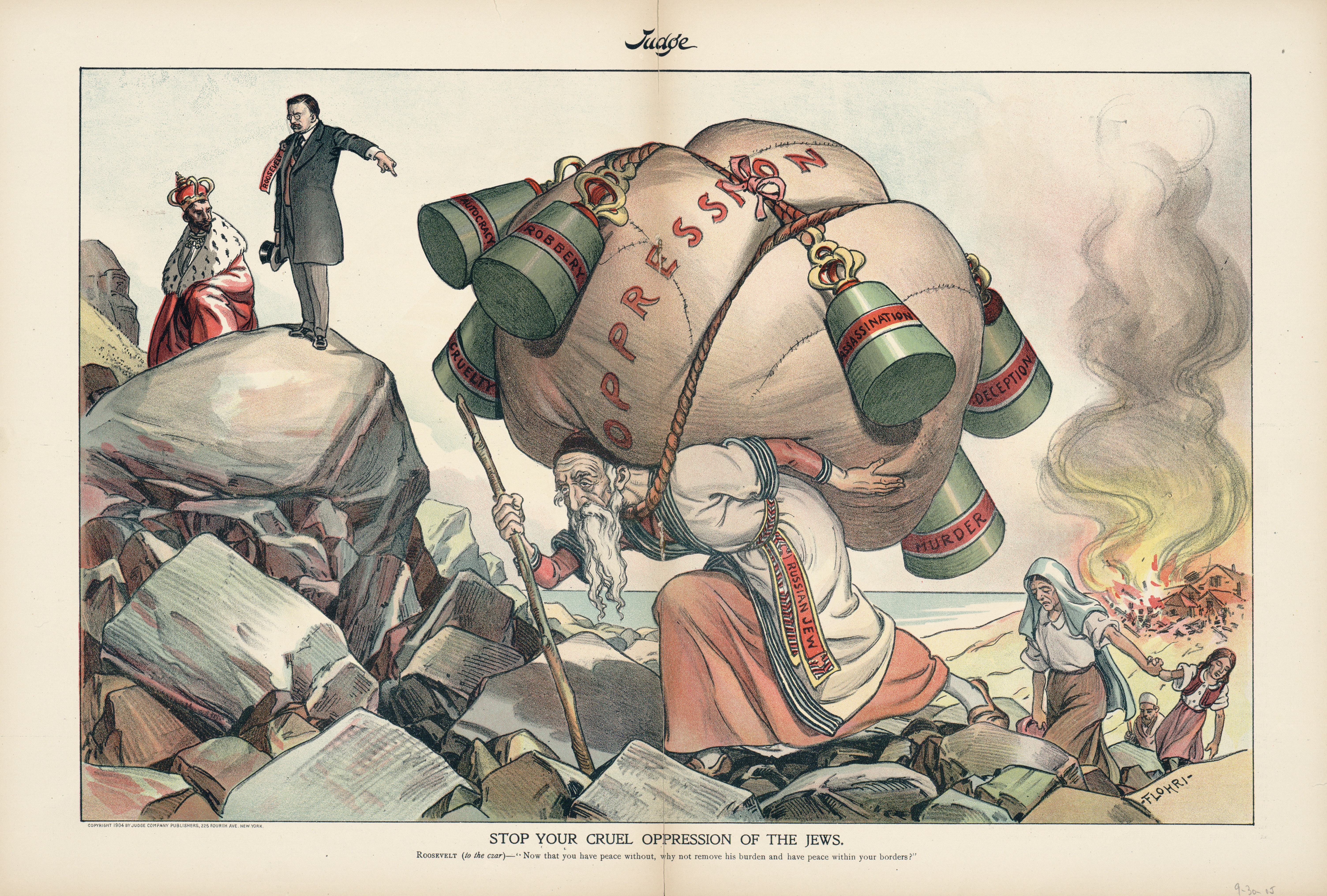
Pojem útlak je odvozen od představy zatížení působící směrem dolů a je tak také často líčen. Zde je zobrazena kresba Žida pod metaforickým útlakem ruského cara

Útlak, útisk či oprese je systematické, sociálně podporované špatné zacházení a vykořisťování určité skupiny lidí ze strany moci, autorit nebo sociálních struktur v rámci dané společnosti. Termín útlak je primárně používán v případech odkazujících k podřízenosti určité společenské skupiny nespravedlivým použitím síly, autority či sociálních norem. V tom případě se jedná o formu nepřímé diskriminace, může ale mít i podobu násilného omezování a potlačování lidských nebo občanských práv. 
Od diskriminace se liší tím, že útlak primárně označuje systematické špatné zacházení, zatímco diskriminace je pak až následným vyústěním útlaku. Opakem útlaku a diskriminace je privilegium.
Americká socioložka Iris Marion Young definovala pět forem sociálního útlaku; těmi je marginalizace, vykořisťování, bezpráví, kulturní imperialismus a násilí.